# Danny Huston
Daniel (Danny) Huston (Rome, 14 mei 1962) is een in Italië geboren Amerikaanse acteur. Hij won in 2005 een Satellite Award voor zijn bijrol als Sandy Woodrow in de boekverfilming The Constant Gardener. In 2003 werd hij genomineerd voor een Film Independent Spirit Award voor zijn hoofdrol in de dramafilm Ivans Xtc en in 2005 voor een Screen Actors Guild Award samen met de gehele ploeg van de biopic The Aviator.
Huston is een zoon van regisseur-acteur John Huston en Zoe Sallis. Via zijn vader is hij de halfbroer van actrice Anjelica Huston en de oom van acteur Jack Huston.

## Loopbaan
Filmmaken werd Huston met de paplepel ingegoten. Hij werd geboren in Italië, omdat zijn vader daar op dat moment aan het opnemen was. Zijn vader en opa Walter Huston wonnen in 1949 samen drie Oscars voor The Treasure of the Sierra Madre, zijn vader voor beste scenario en beste regie en zijn opa voor beste bijrolspeler. Zijn elf jaar oudere halfzus Anjelica was voor het eerst in een film te zien toen hij vier was. Huston zelf maakte in 1995 zijn film- en acteerdebuut met een naamloos rolletje als barman in Leaving Las Vegas. Dat bleek voor hem de eerste van meer dan dertig filmrollen.
Net als zijn vader ging Huston naast acteren ook regisseren. Zijn eerste project in die hoedanigheid was het vijftig minuten durende Santa Claus: The Making of the Movie, een kijkje achter de schermen tijdens het maken van de film Santa Claus (1985). Twee jaar later regisseerde hij de televisiefilms Bigfoot en Mister Corbett's Ghost. Huston bracht in 1988 met Mr. North zijn eerste bioscoopfilm uit, met daarin onder meer zijn zus Anjelica en zijn dan nog toekomstige vrouw Virginia Madsen.

## Privéleven
Huston trouwde in 2001 met Katie Jane Evans, zijn tweede echtgenote. Samen met haar kreeg hij in 2002 dochter Stella. Hoewel zij van plan waren te scheiden, kwam dat er officieel nooit van doordat Evans in 2008 zelfmoord pleegde. Huston was eerder getrouwd met actrice Madsen (1989-1992).

## Filmografie

### Als acteur
*Exclusief televisiefilms
| - The Naked Gun (2025) - The Crow (2024) - Horizon: An American Saga (2024) - The Dead Don't Hurt (2023) - Traveling Light (2021) - Angel Has Fallen (2019) - Samurai Marathon (2019) - Io (2019) - Stan & Ollie (2018) - Richard Says Goodbye (2018) - Game Night (2018) - Wonder Woman (2017) - The Last Photograph (2017) - Newness (2017) - All I See Is You (2016) - Frankenstein (2015) - Pressure (2015) - Big Eyes (2014) - Tigers (2014) - The Liberator (2013) - Justice League: The Flashpoint Paradox (2013, stem) - The Congress (2012) - Hitchcock (2012) - Stolen (2012) - Boxing Day (2012) - Two Jacks (2012) - Wrath of the Titans (2012) - Playoff (2011) - Un monstre à Paris (2011, stem Engelstalige versie) - 1320 (2011) - The Warrior's Way (2010) - Made in Dagenham (2010) - The Conspirator (2010) - Robin Hood (2010) | - Clash of the Titans (2010) - Edge of Darkness (2010) - Boogie Woogie (2009) - X-Men Origins: Wolverine (2009) - How to Lose Friends & Alienate People (2008) - The Kreutzer Sonata (2008) - 30 Days of Night (2007) - The Kingdom (2007) - The Number 23 (2007) - I Really Hate My Job (2007) - Fade to Black (2006) - Children of Men (2006) - Alpha Male (2006) - Marie Antoinette (2006) - The Constant Gardener (2005) - The Proposition (2005) - The Aviator (2004) - Birth (2004) - Silver City (2004) - 21 Grams (2003) - Torture TV (2002) - The Bacchae (2002) - Hotel (2001) - Eden (2001) - Ivans Xtc (2000) - Timecode (2000) - Rockin' Good Times (1999) - Susan's Plan (1998) - Spanish Fly (1998) - Anna Karenina (1997) - Leaving Las Vegas (1995) |

### Als regisseur
- The Maddening (1996)
- Die Eisprinzessin (1996, televisiefilm)
- Becoming Colette (1991)
- Mr. North (1988)
- Mister Corbett's Ghost (1987, televisiefilm)
- Bigfoot (1987, televisiefilm)
- Santa Claus: The Making of the Movie (1985, televisiefilm)

## Televisieseries
*Exclusief eenmalige verschijningen
- Yellowstone - Dan Jenkins (2018, 9 afleveringen)
- Paranoid - Nick Waingrow (2016, 4 afleveringen)
- American Horror Story - The Axeman / Massimo Dolcefino (2013-2015, 10 afleveringen)
- Masters of Sex - Douglas Greathouse (2014, 3 afleveringen)
- Magic City - Ben Diamond (2012-2013, 16 afleveringen)
- John Adams - Samuel Adams (2008, 3 afleveringen)